# 今夜秀
《今夜秀》（英語：The Tonight Show）是美国一档深夜谈话节目，目前由纽约洛克菲勒中心的全国广播公司影业制作播出。该栏目自1954年起在NBC播出，共有六位喜剧演员担任主持：史蒂夫·艾伦、杰克·帕尔、约翰尼·卡森、杰伊·莱诺、柯南·奥布莱恩和吉米·法伦。该节目也曾有过数位嘉宾客串主持，包括史蒂夫·艾伦时期的厄尼·科瓦奇，以及约翰尼·卡森时期的乔伊·毕晓普、大卫·莱特曼、琼·里弗斯、乔治·卢卡斯、大卫·布伦纳和杰·雷诺，但自卡森离开以后，主持人已经不再使用潜在竞争对手担任客串主持，而是选择重播之前节目。《今夜秀》是世界上播出时间最久的谈话节目，也是美国播出时间最久、播出档期频繁的娱乐节目。它是全美广播公司播出时间第三长的节目，仅次于新闻和谈话节目《今日》与《会见媒体》 。
在超过60年的播出史中，《今夜秀》的栏目名仅做过微调。在播出早期，栏目曾使用过《今夜》、《杰克·帕尔今夜》以及《杰克·帕尔秀》等名称。在1962年卡森接手主持后，节目名固定为《今夜秀》，并加上主持人的名字；例如目前的栏目名即为《吉米·法伦今夜秀》。
不计算在1957年以新闻节目形式短暂存在的版本，柯南·奥布赖恩是《今夜秀》主持时间最短的主持人。奥布赖恩在不到8个月的时间内共主持了146集；随后雷诺重返主持之位，之后又主持了近4年。当前版本的主持人法伦于2014年2月17日首秀。法伦之前曾是《吉米·法伦深夜秀》的主持人，在深夜秀之前则是《星期六夜现场》的热门成员，与蒂娜·菲共同主持了《一周播报》栏目并参与小品表演。
《今夜秀》台灣播映權由三冠影視旗下電視頻道CBS HOUR率先取得，當時譯名《午夜漫談》。

## 主持历史
| 主持人               | 开始日期      | 结束日期      | 集数  |
| -------------------- | ------------- | ------------- | ----- |
| 史蒂夫·艾伦          | 1954年9月27日 | 1957年1月25日 | 2,000 |
| 厄尼·科瓦克斯        | 1956年10月1日 | 1957年1月22日 | 2,000 |
| 杰克·莱斯库利        | 1957年1月28日 | 1957年6月21日 | 2,000 |
| 埃尔·科林斯          | 1957年6月24日 | 1957年7月26日 | 2,000 |
| 杰克·帕尔            | 1957年7月29日 | 1962年3月30日 | 2,000 |
| 多名主持人           | 1962年4月2日  | 1962年9月28日 | 2,000 |
| 约翰尼·卡森          | 1962年10月1日 | 1992年5月22日 | 4,531 |
| 杰·雷诺 （第一任期） | 1992年5月25日 | 2009年5月29日 | 3,775 |
| 柯南·奥布莱恩        | 2009年6月1日  | 2010年1月22日 | 146   |
| 杰·雷诺（第二任期）  | 2010年3月1日  | 2014年2月6日  | 835   |
| 吉米·法伦            | 2014年2月17日 | 至今          | 1,403 |

主持列表脚注
1. ↑  包括在卡森之前所有主持人的集数。
2. ↑  在帕尔和卡森之间的客座主持有：阿特·林克萊特（4周）、乔伊·毕晓普（2周）、罗伯特·卡明斯、梅夫·格里芬（4周）、杰克·卡特、贾恩·默里、彼得·林德·海耶斯和玛丽·希利、苏比·沙利斯、莫特·萨赫尔、史蒂夫·劳伦斯、杰瑞·刘易斯（2周）、詹姆士·狄恩、艾琳·弗朗西斯、杰克·E·伦纳德、休·唐斯、格劳乔·马克思、哈尔·玛奇以及唐纳德·奥康纳。报幕员为休·唐斯。
3. ↑  不包括客串主持或者“周末今夜秀”/“卡森最佳集锦”集数。